# Слюбик Богдан Іванович
Слюбик Богдан Іванович (нар. 11 лютого 2004, с. Ушковичі, Львівська область, Україна) — український футболіст, центральний захисник клубу української Прем'єр-ліги «Рух» (Львів) та молодіжної збірної України.

## Кар'єра
Народився в Ушковичах (тоді Перемишлянського району, нині Львівського району) Львівської області. Вихованець СДЮШОР «Карпати», перший тренер — Віталій Пономарьов. Грав за команди «Карпат» різного віку в ДЮФЛУ.
У жовтні 2020, під час фінансової кризи в «Карпатах», перейшов до іншого львівського клубу — «Руху», почав виступати за його команду U-19. У 2021 та 2022 виступав за команду U-19, з якою навесні 2022 він здобув золоті медалі юнацького чемпіонату України, та за «Рух-2» в Прем'єр-лізі Львівської області.
В українській Прем'єр-лізі за «Рух» дебютував 9 жовтня 2022 року у матчі проти «Динамо» Київ, у якому його команда програла 3:0, замінивши на 80-й хвилині Соломона-Отабора. З початку 2023 року став гравцем основного складу «Руху». Свій перший гол у чемпіонаті забив 19 серпня 2023 року в матчі проти ковалівського «Колоса».
Виступає за збірні України: у 2019—20 провів 4 матчі за юнацьку збірну U-16, у 2022—23 зіграв 5 матчів відбору чемпіонату Європи за збірну U-19, а 8 вересня 2023 дебютував за молодіжну збірну України в грі проти німецьких однолітків (поразка 2:0).